# بيتر إيبن
بيتر إيبن (بالتشيكية: Petr Eben) هو عازف الأرغن وأستاذ جامعي وعازف بيانو وملحن تشيكي، ولد في 22 يناير 1929 في Žamberk ‏ في التشيك، وتوفي في 24 أكتوبر 2007 في براغ في التشيك.

## وصلات خارجية
- بيتر إيبن على موقع IMDb (الإنجليزية)
- بيتر إيبن على موقع ميوزك برينز (الإنجليزية)
- بيتر إيبن على موقع أول ميوزيك (الإنجليزية)
- بيتر إيبن على موقع ديسكوغز (الإنجليزية)
- بيتر إيبن على موقع قاعدة بيانات الفيلم (الإنجليزية)